# Euphorbia primulifolia
Euphorbia primulifolia ist eine Pflanzenart aus der Gattung Wolfsmilch (Euphorbia) in der Familie der Wolfsmilchgewächse (Euphorbiaceae).

## Beschreibung
Die sukkulente Euphorbia primulifolia wächst als geophytisch mit einer knolligen Wurzel, welche 15 Zentimeter lang und 7 Zentimeter dick wird. Aus dieser Wurzel entspringt ein kurzer, unterirdischer Stamm. Die verkehrt eiförmigen Blätter erscheinen nach der Blüte und stehen oberhalb der Erdoberfläche ausgebreitet in einer Rosette. Sie sind bis 4 Zentimeter lang gestielt, am Rand fein gekerbt und werden bis 11 Zentimeter lang und bis 4 Zentimeter breit.

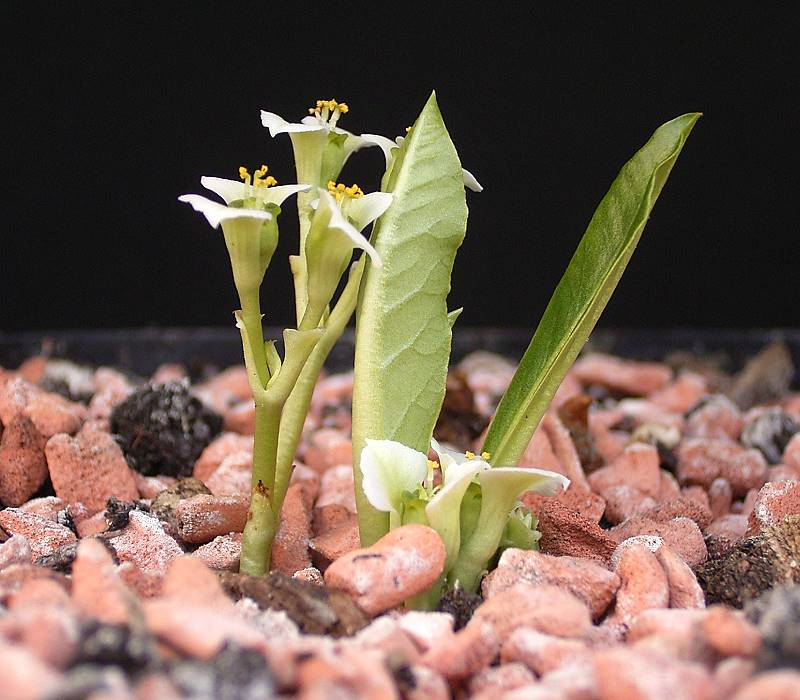
Blütenstand und Einzelblüten

Die ein- bis zweifach gegabelten Cymen sind 1 Zentimeter lang gestielt. Die ausgebreiteten und dreieckigen Cyathophyllen werden bis 7 Millimeter lang und bis 10 Millimeter breit. Sie sind am Außenrand gezähnt und weißlich gefärbt. Die Cyathien erreichen einen Durchmesser von 3 Millimeter. Die elliptischen Nektardrüsen grün gefärbt. Die stumpf gelappte Frucht ist nahezu sitzend.

## Verbreitung und Systematik
Euphorbia primulifolia ist endemisch in Madagaskar verbreitet.
Die Erstbeschreibung der Art erfolgte 1881 durch John Gilbert Baker.
Es werden folgende Varietäten unterschieden:
- Euphorbia primulifolia var. begardii Cremers (1984); im Unterschied zur Stammart sind die Blätter kleiner und kürzer gestielt, der Blattrand ist gewellt; die Cyathophyllen sind ebenfalls kleiner und rosa bis grün gefärbt. Die Varietät ist in Süd- bis Zentral-Madagaskar in den Bergen von Isalo verbreitet. Die Varietät steht auf der Roten Liste der IUCN und gilt als stark gefährdet (Endangered).[2]
- Euphorbia primulifolia var. primulifolia; ein Synonym zu dieser Varietät ist Euphorbia subapoda Baillon (1887). Die Varietät ist im Westen von Madagaskar auf grusigen Böden in Höhenlagen von etwa 1400 Metern verbreitet. Die Varietät steht auf der Roten Liste der IUCN und gilt als gefährdet (Vulnerable).[3]